# 室女座ω
室女座ω，又名BD+08 2532，HD 101153、SAO 118965、HR 4483，是室女座的一颗恒星，视星等为5.36，位于銀經257.26，銀緯64.32，其B1900.0坐标为赤經11h 33m 18.2s，赤緯+8° 64.32′ 16″。